# Carpanthea
Carpanthea is een geslacht uit de ijskruidfamilie (Aizoaceae). De soorten uit het geslacht komen voor in het zuidwesten van de Kaapprovincie in Zuid-Afrika.

## Soorten
- Carpanthea calendulacea (Haw.) L.Bolus
- Carpanthea pomeridiana (L.) N.E.Br.

... · 
Antimima · 
Argyroderma · 
Carpobrotus · 
Disphyma · 
Dorotheanthus · 
Gibbaeum · 
Lapidaria · 
Lithops · 
Mesembryanthemum · 
Sceletium · 
Tetragonia · 
...